# Онега (річка)
Онега (рос. Оне́га; фін. Äänisjoki) — річка в Каргопольському, Плесецькому та Онезькому районах Архангельської області, Росія. Онега з'єднує озеро Лача з Онезькою губою Білого моря на південний захід від Архангельська, що тече у північному напрямку. Витрата води у місці витоку — 74,1 м³/сек, а в гирлі — 505 м³/сек. Довжина річки — 416 км, сточище — 56 900 км². Основними її притоками є Волошка (праворуч), Кена (ліворуч), Моша (справа), Кодина (праворуч) та Кожа (ліворуч). Основною притокою озера Лача є Свідь.
Як за сточищем, так і за середнім скидом, Онега — третій річковий басейн Білого моря (за Північною Двіною та Мезен'ю. Сточище річки Онега розташовано на заході Архангельської області, на північному заході Вологодської області, на сході Республіки Карелія. Онезький басейн включає деякі з найбільших озер Архангельської та Вологодської областей — Воже, Лача, Лекшмозеро, Кенозеро, Ундозеро, Кожозеро, а також Кенозерський національний парк.

## Гідрологія
Живлення змішане, з переважанням снігового. Стік у верхів'ї зарегульований озерами. Повінь зазвичай спостерігається з травня по червень. Річка замерзає в кінці жовтня — початку грудня, на порогах в січні — лютому; розкривається у середині квітня — травні. Різниця коливань рівня біля витоку 3,4 м, у середній течії до 9,7 м, у низов'ях 6 м; у гирлі припливи до 1,5 м. Середньорічна витрата води — у витоку 74,1 м³/с, у гирлі 505 м³/с (найбільший — 4530 м³/с, найменший — 82,6 м³/с).